# 伊諾肯蒂什卡河
伊諾肯蒂什卡河是俄羅斯的河流，位於堪察加半島，河道全長約21公里，河水主要來自融雪和雨水，最終注入堪察加河，是鮭魚的產卵地。